# Micropterix completella
Micropterix completella là một loài bướm đêm thuộc họ Micropterigidae. Nó được Staudinger miêu tả năm 1871. Nó được tìm thấy ở Sardinia.